# 하라스 라스베이거스
하라스 라스베이거스(Harrah's Las Vegas)는 미국 네바다주 패러다이스 라스베이거스 스트립에 위치한 카지노 호텔이다.

## 특징
1988년에 할리데이 카지노는 네바다에서 최초로 컴퓨터화된 빙고를 도입한 첫 번째 카지노가 되었다. 라스베이거스 스트립의 다른 카지노들과 마찬가지로, 하라스는 수요 감소로 2000년에 포커 룸을 폐쇄했다. 다음 해에는 플레이어들 사이에서 인기 있는 다섯 좌석으로 제한된 블랙잭 테이블을 소개했다. 당시에는 이러한 기능을 제공하는 스트립의 유일한 카지노였다. 2017년 기준으로 카지노는 90,637 ft2 (8,420.5 m2)의 면적을 가지고 있다. 카지노 바닥에는 부자 커플 버크 및 윈니 그린백과 그들의 푸들 칩을 둘러싼 돈을 묘사한 유머러스한 조각상이 있다. 이는 많은 사람들이 사진을 찍는 인기 있는 장소이다.
해당 호텔은 2,542개의 객실을 보유하고 있으며, 주변의 큰 리조트에 대한 저렴한 대안으로 인기를 끌고 있다.
1990년에 할리데이 카지노는 실외 쇼핑 플라자를 추가했는데, 이는 뉴 올리언스의 잭슨 스퀘어를 이름과 주제로 채택했다. 1997년 확장 공사에서는 카르나발 코트라고 불리는 실외 소매 및 엔터테인먼트 지역이 추가되었다. 이 곳에는 바와 라이브 음악이 열리는 장소가 포함되어 있다.